# Stanley Cowell
Stanley Cowell (ur. 5 maja 1941 w Toledo w Stanach Zjednoczonych, zm. 17 grudnia 2020 w Dover) – amerykański pianista i kompozytor jazzowy, wraz z Charlesem Tolliverem współzałożyciel w 1971 roku wytwórni Strata-East Records.

## Wybrana dyskografia
Opracowano na podstawie materiału źródłowego.

### Jako lider
Freedom Records:
- Blues for the Viet Cong (1969)
- Brilliant Circles (1969)

Strata-East Records:
- Handscapes (1974)
- Musa: Ancestral Streams (1974)
- Handscapes 2 (1974)
- Regeneration (1975)

Galaxy Records:
- Waiting for the Moment (1977)
- Talkin’ ‘Bout Love (1978)
- Equipoise (1978)
- New World (1981)

DIW Records:
- We Three (1987)
- Close to You Alone (1990)

SteepleChase Records:
- Sienna (1989)
- Departure # 2 (1990)
- Games (1991)
- Bright Passion (1993)
- Angel Eyes (1993)
- Live at Copenhagen Jazz House (1993)
- Setup (1993)
- Mandara Blossoms (1995)
- Hear Me One (1997)
- Prayer for Peace (2010)
- It’s Time (2012)
- Welcome to This New World (2013)
- Are You Real? (2014)
- Reminiscent, plus a Xmas Suite (2015)

Inne wytwórnie:
- Illusion Suite (ECM Records, 1973)
- Live at Cafe des Copains (Unisson, 1985)
- Back to the Beautiful (Concord Jazz, 1989)
- Live at Maybeck Recital Hall, Vol. 5 (Concord Jazz, 1990)
- Dancers in Love (Venus, 1999)

### Jako sideman
Gary Bartz:
- Another Earth (Milestone, 1969)

Marion Brown:
- Why Not? (ESP-Disk, 1966)
- Three for Shepp (Impulse!, 1966)
- Vista (Impulse!, 1975)

Richard Davis:
- Way Out West (Muse, 1977)
- Fancy Free (Galaxy, 1977)

Sonny Fortune:
- Long Before Our Mothers Cried (Strata-East, 1974)

Stan Getz:
- The Song Is You (LaserLight, 1969)

Johnny Griffin:
- Birds and Ballads (Galaxy, 1978)

Jimmy Heath:
- Love and Understanding (Muse, 1973)
- The Time and the Place (Landmark, 1974)

The Heath Brothers:
- Marchin’ On (Strata-East, 1975)
- Passing Thru (Columbia, 1978)
- In Motion (Columbia, 1979)
- Live at the Public Theater (Columbia, 1980)
- Expressions of Life (Columbia, 1980)
- Brotherly Love (Columbia, 1982)
- Brothers and Others (Columbia, 1984)

Bobby Hutcherson:
- Patterns (Blue Note, 1968)
- Medina (1969)
- Now! (1969)

J. J. Johnson:
- Standards – Live at the Village Vanguard (Antilles, 1988)

Clifford Jordan:
- Glass Bead Games (Strata-East, 1973)

Oliver Nelson:
- Swiss Suite (Flying Dutchman, 1971)

Art Pepper:
- Art Pepper Today (Galaxy, 1978)
- Winter Moon (Galaxy, 1980)
- One September Afternoon (Galaxy, 1980)

Max Roach:
- Members, Don’t Git Weary (Atlantic, 1968)

Charles Sullivan:
- Genesis (Strata-East, 1974)

Buddy Terry:
- Awareness (Mainstream, 1971)

Charles Tolliver:
- The Ringer (Polydor, 1969)
- Live at Slugs’ (Strata-East, 1970)
- Music Inc. (Strata-East, 1971)
- Impact (Enja, 1972)
- Live in Tokyo (Strata-East, 1973)
- Impact (Strata-East, 1975)